# Юрий Иванович (писатель)
Юрий Иванович (литературный псевдоним, полное имя — Юрий Иванович Дзямко; род. 29 марта 1958) — русский писатель в жанре фэнтези, научной фантастики и детектива, постоянно проживающий в Мадриде, Испания. Автор 85-ти изданных романов, общий тираж которых превысил миллион экземпляров. Ещё три романа (по состоянию на сентябрь 2017 года) находятся в работе издательства.

## Биография
Родился 29 марта 1958 года в Караганде (Казахстан). Окончил среднюю школу в селе Михайловка Скадовского района Херсонской области. Три года прослужил на Северном флоте на атомной подлодке. В дальнейшем проживал в городе Львов.
Проживает в Испании с 1999 года.
Первая книга была написана в 2003 году.
С 2007 году стал литератором, который зарабатывает себе на жизнь писательским трудом.
По состоянию на 10 июля 2017 написано 84 романа, ведётся работа над следующим по счёту. Кроме литературной деятельности Юрий Иванович выступает в Испании с концертами песен собственного сочинения. Является председателем Союза русскоязычных писателей в Испании.